# Dancin' on the Edge
Dancin' on the Edge é o segundo álbum de estúdio da carreira solo da roqueira britânica Lita Ford.
Foi lançado em 28 de maio de 1984, com o selo Mercury Records e produção de Lance Quinn.

## Faixas
Todas as canções foram escritas por Lita Ford, exceto onde indicado.
1. "Gotta Let Go" (Ford, Geoffrey Leib) – 4:39
2. "Dancin' on the Edge" – 5:00
3. "Dressed to Kill" – 3:44
4. "Hit 'n Run" (Leib, Moon Calhoun) – 3:54
5. "Lady Killer" – 3:41
6. "Still Waitin'" – 4:20
7. "Fire in My Heart" – 3:46
8. "Don't Let Me Down Tonight" – 4:42
9. "Run With the $" – 4:21

## Músicos
- Lita Ford - guitarras, vocais
- Hugh McDonald - baixo
- Randy Castillo - baterias

### Convidados
- Robbie Kondor - sintetizador
- Geoff Leib - sintetizador, back-vocals
- Aldo Nova - sintetizador

## Desempenho nas Paradas Musicais

### Álbum
| Ano  | Detalhes do Álbum                                                       | Posição nas Paradas Musicais | Posição nas Paradas Musicais | Posição nas Paradas Musicais | Posição nas Paradas Musicais | Posição nas Paradas Musicais | Posição nas Paradas Musicais | Certificação (sales threshold) |
| Ano  | Detalhes do Álbum                                                       | UK                           | US                           | US Indie                     | NZ                           | SWE                          | SWI                          | Certificação (sales threshold) |
| ---- | ----------------------------------------------------------------------- | ---------------------------- | ---------------------------- | ---------------------------- | ---------------------------- | ---------------------------- | ---------------------------- | ------------------------------ |
| 1984 | '''Dancin' on the Edge''' - Release date: 1984 - Label: Mercury Records | 96                           | 66                           | —                            | —                            | —                            | —                            |                                |

### Singles
| Ano                                     | Single             | Posição nas Paradas Musicais | Posição nas Paradas Musicais | Posição nas Paradas Musicais | Posição nas Paradas Musicais | Posição nas Paradas Musicais | Certificação (sales threshold) | Álbum               |
| Ano                                     | Single             | US                           | US Main                      | NZ                           | UK                           | SWE                          | Certificação (sales threshold) | Álbum               |
| --------------------------------------- | ------------------ | ---------------------------- | ---------------------------- | ---------------------------- | ---------------------------- | ---------------------------- | ------------------------------ | ------------------- |
| 1983                                    | "Dressed to Kill"  | —                            | —                            | —                            | —                            | —                            |                                | Dancin' on the Edge |
| 1984                                    | "Fire In My Heart" | —                            | —                            | —                            | —                            | —                            |                                | Dancin' on the Edge |
| 1984                                    | "Gotta Let Go"     | —                            | —                            | —                            | 94                           | —                            |                                | Dancin' on the Edge |
| "—" denotes releases that did not chart |                    |                              |                              |                              |                              |                              |                                |                     |

## Prêmios e Indicações
| Ano  | Álbum / "Canção"    | Prêmio (Indicação)                                    | Resultado | Ref.   |
| ---- | ------------------- | ----------------------------------------------------- | --------- | ------ |
| 1985 | Dancin' on the Edge | Grammy Awards: (Best Rock Vocal Performance - Female) | Indicado  | [ 12 ] |